# Aontroim
Antrim (anglès) o Aontroim (gaèlic irlandès) que significa "granja solitària"; en escocès de l'Ulster Antrìm, Anthrim o Entrim) és una ciutat del Comtat d'Antrim, al nord-est d'Irlanda del Nord, en la ribera del riu Six Mile Water, a mitja milla al nord-est del llac Neagh. Segons el cens del 2001 té una població de 20.001 habitants. Es troba a 35 km al nord-oest de Belfast amb tren, i recentment també s'usava la línia fèrria de Lisburn.
Antrim va guanyar fama el 2004 amb l'obertura del Centre Comercial Internacional Junction One, que va ser, fins a l'obertura d'un similar a prop de Banbridge, l'únic d'Irlanda del Nord.

## Història
Es va lliurar una batalla a prop d'Antrim entre Anglaterra i Irlanda durant el regnat d'Eduard III d'Anglaterra, i el 1642 va tenir lloc una batalla naval al llac Neagh, el Vescomte de Massereene i Ferrard (que va fundar el Castell d'Antrim el 1662) va tenir el dret de mantenir la batalla naval al llac. Durant la rebel·lió irlandesa del 1798, el 7 de juny de 1798 els rebels de la Societat dels Irlandesos Units van atacar sense èxit la ciutat sota les ordres de Henry Joy McCracken, acabant així la Batalla d'Antrim. El governador del comtat, Lord O'Neill, va ser mortalment ferit en la batalla. Abans de l'Acta d'Unió, Antrim va retornar a dos membres al parlament en virtut de les cartes de patents concedides el 1666 per Carles II d'Anglaterra.

## Geografia
Les divisions i suburbis d'Antrim inclouen Ballycraigy, Carnbeg, Caulside, Dublin Road, Greenvale, Greystone, Islandbawn, Meadowlands, Muckamore, Newpark, Niblock, Parkhall, Rathenraw, Riverside, Springfarm, Steeple, Stiles, The Folly i Townparks.
Ballycraigy, Steeple i Stiles es considerarien principalment protestants, mentre Rathenraw seria la zona catòlica.
Antrim és classificada com una gran ciutat per l'Agència d'Investigació i Estadístiques d'Irlanda del Nord (NISRA) (població entre 18.000 i 75.000 habitants). En el cens del 29 d'abril del 2001, Antrim constava de 20.001 habitants, dels quals: 
- El 23,1% eren menors de 16 anys i el 15,7% eren majors de 60.
- El 48,6% de la població eren homes i el 51,4% eren dones.
- El 32,9% eren catòlics i el 61,5%, protestants.
- El 3,8% dels habitants entre 16 i 74 anys estaven aturats.

L'estació de ferrocarril d'Antrim es va obrir l'11 d'abril del 1848, i es va tancar per al tràfic de mercaderies el 4 de gener del 1965.

## Llocs coneguts

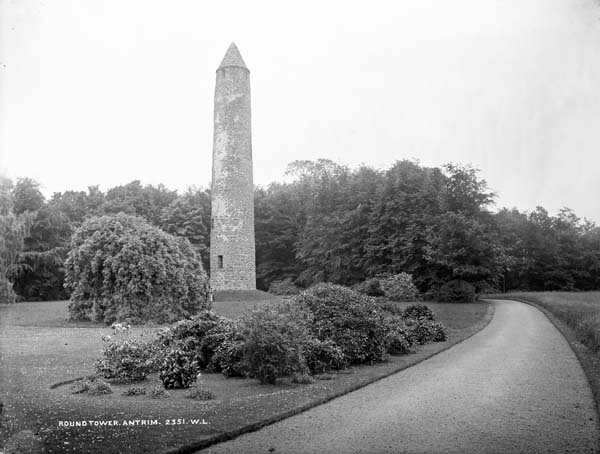
Torre circular.

Hi ha molts edificis històrics a la ciutat, especialment dins i al voltant de High Street. El palau de justícia es troba al final del carrer, prop de la porta Barbican, l'antiga entrada al Castell d'Antrim. També hi ha joies ocultes, com una ferreria del segle XIX (actualment és una botiga) a Bridge Street amb el distintiu d'una ferradura a l'entrada.
- Castell de Shane i Castell d'Antrim
- A una milla de la ciutat es troba la torre circular més perfecta d'Irlanda de 93 peus d'alt i 50 peus de circumferència a la base. Es troba en els terrenys de Steeple, on també hi ha la "Pedra de les Bruixes", un monument prehistòric.
- Hi havia un castell, prop del riu Six Mile Water, que va ser destruït en un incendi en un incendi el 1922. Tot el que queda és una torre octogonal.
- El riu va permetre establir una indústria del lli. Va ser substituït per un Parc Tecnològic, l'únic d'Irlanda del Nord.
- El Mercat d'Antrim és un edifici de 2 plantes construït el 1726. Antigament un jutjat, està actualment vacant.

## Educació
- Col·legi d'Educació Secundària d'Antrim
- College Parkhall
- Col·legi d'Educació Primària d'Antrim

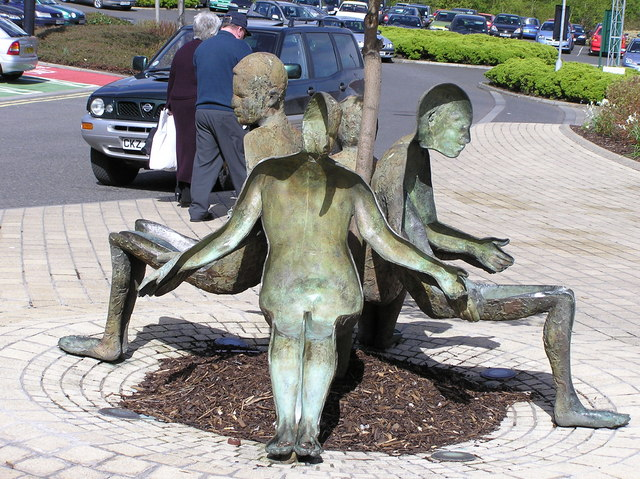
Escultures.

- Col·legi d'Educació Primària St Comgalls
- Col·legi d'Educació Primària Greystone
- Col·legi d'Educació Primària Ballycraigy
- Col·legi d'Educació Primària Parkhall
- Col·legi d'Educació Primària St Joseph
- Col·legi d'Educació Primària Rathenraw
- Col·legi d'Educació Primària RoundTower
- Col·legi de Batxillerat d'Antrim

## Esport
- Club d'Hoquei Antrim
- Centre d'oci Antrim Fòrum
- Chimney Corner F.C.
- Acadèmia d'Arts Marcials Mixtes Antrim Mixed Martial Arts Academy

## Personatges il·lustres
Antrim va ser la llar de l'escriptor i poeta Alexander Irvine. Més tard va escriure La meva senyora de la cantonada Chimney. Era una referència a la seva mare.
Mark Allen, jugador de snooker, va fer un debut el 2007 amb una primera ronda victoriosa enfront del campió Ken Doherty, de la ciutat d'Antrim. Maurice Jennings, autor d’El llegat de Llàtzer va créixer i encara viu a Antrim.
George Macartney, 1r comte de Macartney, va néixer a Antrim. Fou el primer ambaixador britànic a la Xina durant el regnat de l'emperador Qianlong de la dinastia Qing.